# Gentiana susamyrensis
Gentiana susamyrensis là một loài thực vật có hoa trong họ Long đởm. Loài này được Pachom. mô tả khoa học đầu tiên năm 1986.